# 流量明星
流量明星，亦称流量艺人，指的是粉絲眾多且网络话题度极高的明星。“流量”指互聯網上的數據流量，用以衡量一个明星的人气。在中国大陆，「流量明星」一词往往带有贬义，暗指该明星缺乏与其高人气相匹配的作品或实力。

## 歷史
2014年起，中國大陸娱乐圈出现了一批粉丝人数高涨的年轻艺人，形成初代流量明星，代表人物被称为「四大三小」，即李易峰，杨洋，吴亦凡，鹿晗，TFBoys。
2018年起，第二批流量明星出现，代表人物被称为「双顶流三爆爆」，「双顶流」指蔡徐坤，朱一龙；「三爆爆」指李现，王一博，肖战。
其他流量明星代表还包括龚俊，王鹤棣，成毅，赵露思，丁禹兮等。
2021年6月，中央网信办开展为期2个月的“清朗・‘饭圈’乱象整治” 专项行动，同年8月，因明星负面新闻频发，如吴亦凡、蔡徐坤、郑爽、赵薇等，网信办对明星、饭圈整治加强。